# Serang
Serang (indonésky Kota Serang; též místními Paddy Field City) je indonéské město v provincii Banten na západě Jávy. V roce 2017 zde žilo cca 666 tisíc obyvatel na rozloze 166,75 km². Většina obyvatel jsou muslimové.
Město je napojeno na železnici vedoucí až do Jakarty, hlavního města Indonésie.